# Contra Apión
Contra Apión (en griego, Κατ' Απίωνος; en latín, Contra Apionem o In Apionem) es una obra escrita hacia el 93 d. C., en griego, por el historiador judío Flavio Josefo, también conocida como Sobre la Antigüedad de los judíos, título que indica su carácter polémico contra un gramático egipcio, Apión, que había desacreditado la validez y antigüedad del judaísmo. En ella, Josefo enfatiza con diversas fuentes el valor de la religión, el pueblo y la cultura judía ante un público helenizado. Contiene importantes datos históricos sobre el pueblo judío, así como alusiones a la cronología del Antiguo Egipto, los hicsos y la sucesión faraónica, extraídos del historiador Manetón. En esta obra se encuentra la famosa descripción de los 22 libros sagrados del judaísmo.